# Algèbre structurable
En algèbre abstraite, une algèbre structurable est un certain type d'algèbre unitaire non associative sur un corps munie d'une involution. Par exemple, toutes les algèbres de Jordan sont des algèbres structurables (avec l'involution triviale), de même que toute algèbre alternative munie d'une involution, ou encore toute algèbre centrale simple munie d'une involution. Ici, involution signifie un anti-homomorphisme linéaire dont le carré est l'identité.
On suppose que A est une algèbre unitaire non associative sur un corps et que {\displaystyle x\mapsto {\bar {x}}} est une involution. On définit, pour {\displaystyle x}, {\displaystyle y} et {\displaystyle z} dans A, {\displaystyle V_{x,y}z=(x{\bar {y}})z+(z{\bar {y}})x-(z{\bar {x}})y} et {\displaystyle [x,y]=xy-yx}. On dit que A est une algèbre structurable si pour tous {\displaystyle x}, {\displaystyle y}, {\displaystyle z} et {\displaystyle w}, on a
{\displaystyle [V_{x,y},V_{z,w}]=V_{V_{x,y}z,w}-V_{z,V_{y,x}w}.}
Les algèbres structurables ont été introduites par Allison en 1978. Il est connu que la construction de Kantor-Koecher-Tits produit une algèbre de Lie à partir de n'importe quelle algèbre de Jordan. Cette construction peut être généralisée de sorte à produire algèbre de Lie à partir de n'importe quelle algèbre structurable. De plus, Allison a démontré que sur des corps de caractéristique nulle, une algèbre structurable est centrale simple si et seulement si l'algèbre de Lie correspondante est centrale simple.
Un autre exemple d'algèbre structurable est une algèbre non associative de dimension 56 étudiée à l'origine par Brown en 1963, qui peut être construite à partir d'une algèbre d'Albert. Lorsque le corps de base est algébriquement clos et de caractéristique différente de 2 et 3, la composante neutre du groupe d'automorphismes d'une telle algèbre est le groupe algébrique exceptionnel simplement connexe de type E6.